# Liège-Bastogne-Liège 1957
La 43e édition de Liège–Bastogne–Liège se tient le 5 mai 1957.
La course part et arrive à Liège.
Elle est remportée par deux coureurs, Frans Schoubben et Germain Derycke.
Germain Derycke franchit la ligne en premier mais, comme il avait traversé un passage à niveau fermé, le deuxième, Frans Schoubben, fut déclaré vainqueur ex aequo. Derycke n'a pas été disqualifié parce qu'il avait gagné avec trois minutes d'avances : les commissaires ont estimé qu'il n'avait tiré aucun profit de son infraction.
135 coureurs étaient au départ. 27 rejoignent l'arrivée.

## Classement
| Classement final, \| Rang \| Coureur \| Temps \| \| ---- \| -------------------------- \| --------------- \| \| 1 \| Frans Schoubben (BEL) \| 7 h 24 min 56 s \| \| 1 \| Germain Derycke (BEL) \| m.t. \| \| 3 \| Marcel Buys (BEL) \| + 2 min 46 s \| \| 4 \| Martin Van Geneugden (BEL) \| + 5 min 37 s \| \| 5 \| Jef Planckaert (BEL) \| + 7 min 04 s \| \| 6 \| Jan Zagers (BEL) \| + 7 min 04 s \| \| 7 \| Ernest Heyvaert (BEL) \| + 7 min 53 s \| \| 8 \| Sante Ranucci (ITA) \| + 8 min 11 s \| \| 9 \| Louison Bobet (FRA) \| + 13 min 30 s \| \| 10 \| Joseph Theuns (BEL) \| + 13 min 48 s \| |                            |                 |
| Rang | Coureur                    | Temps           |
| 1 | Frans Schoubben (BEL)      | 7 h 24 min 56 s |
| 1 | Germain Derycke (BEL)      | m.t.            |
| 3 | Marcel Buys (BEL)          | + 2 min 46 s    |
| 4 | Martin Van Geneugden (BEL) | + 5 min 37 s    |
| 5 | Jef Planckaert (BEL)       | + 7 min 04 s    |
| 6 | Jan Zagers (BEL)           | + 7 min 04 s    |
| 7 | Ernest Heyvaert (BEL)      | + 7 min 53 s    |
| 8 | Sante Ranucci (ITA)        | + 8 min 11 s    |
| 9 | Louison Bobet (FRA)        | + 13 min 30 s   |
| 10 | Joseph Theuns (BEL)        | + 13 min 48 s   |